# Afelandra stercząca

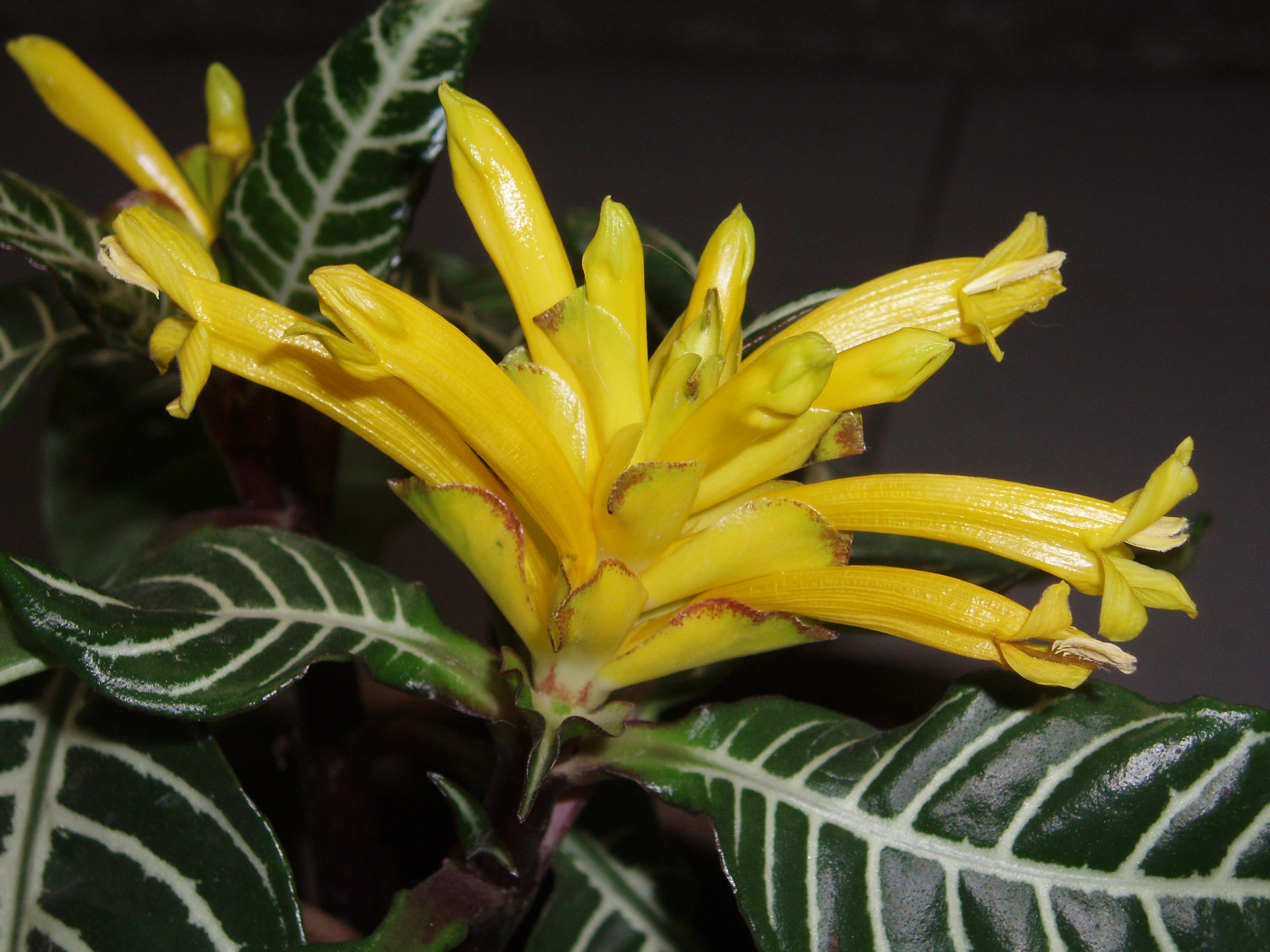
Kwiatostan

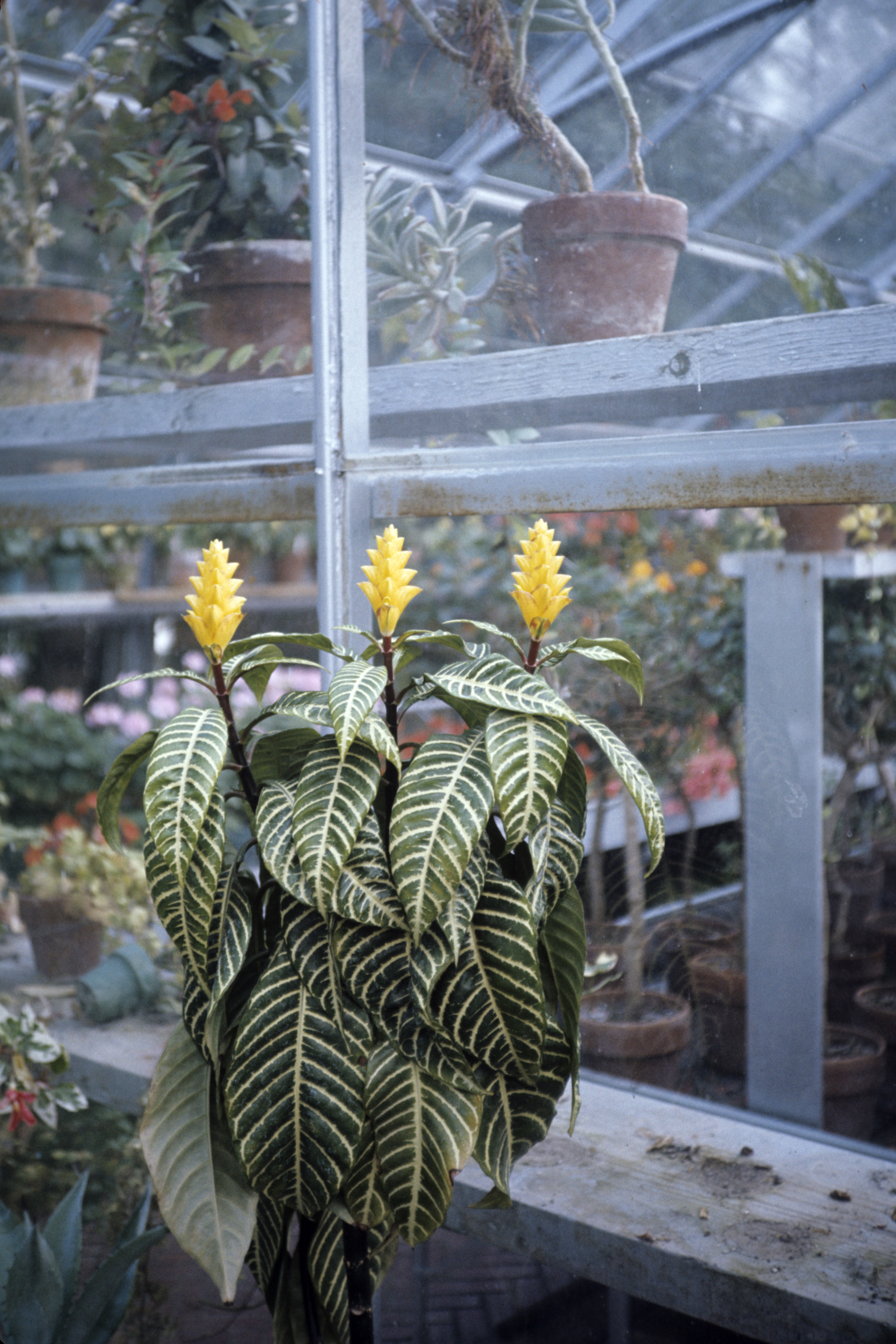
Pokrój

Afelandra stercząca (Aphelandra squarrosa) – gatunek byliny z rodziny akantowatych. Bywa nazywana także afelandrą szczytową lub czworokątną. Pochodzi z tropikalnych obszarów Brazylii.

## Morfologia
WielkośćW pierwszym roku osiąga wysokość do 30 cm i średnicę 18–20 cm.
LiścieDuże, ogonkowe, owalne, połyskujące, przy nasadzie klinowato zbiegające, na szczycie zaostrzone, ku górze zmniejszające się. Wzdłuż nerwów mają jaśniejsze wybarwienia.
KwiatyZebrane w szczytowy, kłosokształtny kwiatostan. Są złocistożółte, grzbieciste, dwuwargowe. Wyrastają w kątach dużych przysadek.

## Zastosowanie
Roślina ozdobna. Jest w Polsce uprawiana jako roślina doniczkowa. Jej walorami są  dwukolorowe liście i żółty, duży kwiatostan. Zazwyczaj kupuje się gotową, kwitnącą roślinę. Najczęściej uprawiana jest tylko przez jeden rok, jednak przy umiejętnej uprawie można ją przetrzymać na następny i doprowadzić do powtórnego kwitnienia. Rośnie dość szybko. Najczęściej uprawiana jest klasyczna już odmiana 'Louisae' o jasnych wybarwieniach wzdłuż nerwów i nowsza 'Dania' o bardziej zwartym pokroju, krótszych liściach z białymi nerwami oraz kwiatach w kolorze od żółtego do żółto pomarańczowego.

## Uprawa
WymaganiaPotrzebuje dużo światła, ale źle znosi bezpośrednie oświetlenie słoneczne (może ono spowodować oparzenia liści). Najlepiej czuje się w temperaturze 15-24 °C. Pochodzi z tropikalnej dżungli, wymaga więc dużej wilgotności powietrza. W razie przesuszenia szybko traci liście. Nie lubi przeciągów, jest natomiast odporna na wyziewy gazowe i spaliny. Jako podłoże wystarczy jej zwykła ziemia kwiatowa.
PielęgnacjaW okresie wzrostu roślinę codziennie zraszamy i wstawiamy do pojemnika z wilgotnym torfem. W czasie kwitnienia podlewamy co najmniej dwukrotnie w tygodniu, wyciągamy natomiast z pojemnika z wilgotnym torfem, co zwiększa trwałość kwiatów. Po przekwitnieniu obcinamy kwiatostan i  pozwalamy roślinie przejść w stan spoczynku, zmniejszając podlewanie. Płynnym nawozem zasilamy raz na 2 tygodnie od momentu pojawienia się zaczątków kwiatostanu. Liście rośliny można nabłyszczać (co 2 miesiące). Po okresie spoczynku przesadzamy roślinę wymieniając większość ziemi.
RozmnażanieSadzonki można sporządzić z pędów obciętych wczesną wiosną. Roślina wytwarza nowe pędy tuż poniżej kwiatostanu. Przy zastosowaniu ukorzeniacza ukorzenia się je w piaszczystym podłożu w temperaturze ok. 24 °C. Sadzonki ścięte w marcu przy prawidłowej pielęgnacji zakwitają późnym latem.

## Choroby i szkodniki
- Tarczniki. Drobne owady wyglądające jak żółte plamki, rozmieszczone szczególnie wzdłuż nerwów. Należy je usuwać przez ścieranie szmatką nasyconą denaturatem, ewentualnie przez opryskiwanie środkiem owadobójczym o działaniu systemicznym (układowym), tzn. wnikającym do tkanek rośliny.
- Mszyce. Liście stają się zniekształcone, lepkie i widać na nich duże ilości drobnych, zielonych mszyc. Opryskiwać preparatem owadobójczym, najlepiej o działaniu układowym.
- Przędziorki. Liście żółkną i opadają. Przez lupę można zobaczyć poruszające się, liczne i bardzo drobne roztocze. Zwalcza się je przez opryskiwanie preparatami przędziorkobójczymi. Przędziorki nie lubią wilgoci, na ogół atakują rośliny rosnące w zbyt suchym miejscu.
- Wełnowce. Szkodniki te tworzą kolonie wyglądające jak białe, wełniste kępki, głównie na spodzie i w kątach liści. Zwalcza się je podobnie, jak tarczniki.